# Štefan Gyurek
Štefan Gyurek (* 2. srpna 1941) je bývalý slovenský fotbalista, útočník.

## Fotbalová kariéra
V československé lize hrál za Slovan Nitra a Lokomotívu Košice. Nastoupil ve 121 utkáních a dal 16 gólů. Za juniorskou reprezentaci nastoupil ve 2 utkáních. V nižší soutěži hrál i za Slovan Duslo Šaľa.

## Ligová bilance
| Ročník                                   | Zápasy | Góly | Klub              |
| ---------------------------------------- | ------ | ---- | ----------------- |
| 1. československá fotbalová liga 1959/60 | 1      | 0    | Slovan Nitra      |
| 1. československá fotbalová liga 1960/61 | 13     | 4    | Slovan Nitra      |
| 1. československá fotbalová liga 1961/62 | 11     | 1    | Slovan Nitra      |
| 1. československá fotbalová liga 1962/63 | 6      | 1    | Slovan Nitra      |
| 1. československá fotbalová liga 1965/66 | -      | 0    | Lokomotíva Košice |
| 1. československá fotbalová liga 1966/67 | -      | 5    | Lokomotíva Košice |
| 1. československá fotbalová liga 1967/68 | 15     | 3    | Lokomotíva Košice |
| 1. československá fotbalová liga 1968/69 | 16     | 0    | Lokomotíva Košice |
| 1. československá fotbalová liga 1969/70 | 22     | 2    | Lokomotíva Košice |
| 1. československá fotbalová liga 1970/71 | 5      | 0    | Lokomotíva Košice |
| CELKEM                                   | 121    | 16   |                   |